# Vilșanîțea, Bilohirea
Vilșanîțea (în ucraineană Вільшаниця) este localitatea de reședință a comunei Vilșanîțea din raionul Bilohirea, regiunea Hmelnîțkîi, Ucraina.

## Demografie
Componența lingvistică a localității Vilșanîțea
     Ucraineană (98,84%)
     Alte limbi (0,87%)
Conform recensământului din 2001, majoritatea populației localității Vilșanîțea era vorbitoare de ucraineană (98,84%), existând în minoritate și vorbitori de alte limbi.